# Samuel Whitbread (1858-1944)
Pour les articles homonymes, voir Samuel Whitbread.
Samuel Howard Whitbread (8 janvier 1858 - 29 juillet 1944) est un député britannique et membre de la famille de brasseurs Whitbread.

## Carrière
Il est le fils de Samuel Whitbread. Il est député des circonscriptions de Huntingdon et Luton (jusqu'en 1895).
Il est nommé lieutenant adjoint du Bedfordshire le 31 mars 1906. En 1912, il devient Lord Lieutenant of Bedfordshire (jusqu'en 1936).
Whitbread est nommé Compagnon de l'Ordre du Bain dans les honneurs d'anniversaire de 1917.

## Famille
Le 16 janvier 1904, il épouse Madeline Bourke, petite-fille du 5e comte de Mayo. Ils ont trois enfants ensemble.
- Major Simon Whitbread (né le 12 octobre 1904, décédé en 1985)
- Anne Joscelyne Whitbread (née le 9 novembre 1906, décédée en 1936)
- Humphrey Whitbread (né le 7 février 1912, décédé le 4 juillet 2000)